# Избори за народне посланике Краљевине Југославије 1931.
Избори за народне посланике Краљевине Југославије 1931. су били први избори у Краљевини Југославији, након враћања парламентаризма проглашењем Септембарског устава 1931. године.

## Узроци одржавања избора
Краљевину Југославију је за време Шестојануарске диктатуре погодила озбиљна политичка и привредна криза, а страни капитал који је био поласиран у земљи је тражио јаче гаранције од оних које је нудила отворена краљева диктатура. Савезници Краљевине Југославије попут Француске, Чехословачке и Велике Британије су у почетку подржавали краљеву диктатуру мислећи да ће диктатура консолидовати државу, но након кратког времена су почели зазирати од режима који је уложени страни капитал трошио без контроле парламента. То је натерало краља Александра да прекине период отворене диктатуре и донесе устав.
Након доношења тзв. Октроисаног устава 1931. стање се на папиру, а ни у стварности није много променило. Уставом је одобрен југословенски унитаризам прокламован за време диктатуре о једном југословенском народу са три племена. Према члану 13. Устава забрањују се сва удружења на верској, племенској или регионалној основи, што је вриједило и за политичке странке.

## Изборни закон из 1931.
10. септембра 1931. је донет нови Закон о избору народних посланика за Народну скупштину Краљевине на основу којега су ускоро проведени избори. Изборни закон је прописао систем земаљске листе, што је значило да свака пријављена кандидатска листа је морала имати по једног кандидата и заменика у свакој изборној јединици у целој држави. На челу земаљске изборне листе је био њен носилац.
Према члану 18. Изборног закона кандидатуру сваког носиоца изборне листе мора потписати 60 предлагача сваке изборне јединице. За сваког изборног кандидата је било потребно најмање 200 предлагача, што је за 306 изборних јединица захтевало 80.000 предлагача. Тиме се настојало онемогућити постављање кандидатура специјалних националних, регионалних и мањих политичких странака. У складу с тим законом могле су се кандидиовати само велике и добро организоване странке које су имале присталице у свим деловима државе.
Начин гласања је био јаван и усмени, а подела мандата је вршена тако да земаљска листа која је добила релативну већину гласова је добијала одмах две трећине мандата. Земаљска листа која је добила испод 50.000 гласова није добила мандат, већ су се ти гласови прибрајали победничкој листи. Остала трећина мандата се делила између странака које су постигле изнад 50.000 гласова, али нису оствариле релативну већину. Према одредби двотрећинска подела мандата се вршила по свим бановинама, што је представљало својеврсну легалну изборну превару.

### Избори без опозиције
Како је изборни закон донесен два месеца пре избора, опозиционе политичке странке (које су свакако већ од 1929. биле забрањене и прогањане) нису могле ништа предузети да успеју да поставе кандидатске листе према законским прописима. Због тога су опозиционе политичке странке одбиле учешће на изборима. Носилац јединствене владине земаљске листе, која је била уједно била једина постављена земаљска листа, био је генерал Петар Живковић, тадашњи председник министарског савета.

## Резултати
| Земаљска листа                              | Земаљска листа                              | Бр. гласова | %      | Народни посланици | Носилац листе  |
| ------------------------------------------- | ------------------------------------------- | ----------- | ------ | ----------------- | -------------- |
| Југословенска радикална сељачка демократија | Југословенска радикална сељачка демократија | 2.324.395   | 100,00 | 305               | Петар Живковић |
| Укупно                                      | Укупно                                      | 2.324.395   | 100,00 | 305               |                |